# Попелюшка (Дісней)
Попелюшка (англ. Cinderella, фр. Cendrillon) — головна героїня діснеївського мультфільму «Попелюшка», знятого за мотивами казки Шарля Перро «Попелюшка». Попелюшка — принцеса вигаданого французького королівства. Стала принцесою, вийшовши заміж за принца. Народилася у звичайній сім'ї. Коли її мати померла, її батько одружився з іншою жінкою, леді Тремейн. Має двох зведених сестер — Дризеллу та Анастасію. Терпляча і ніжна дівчина. За походженням француженка.

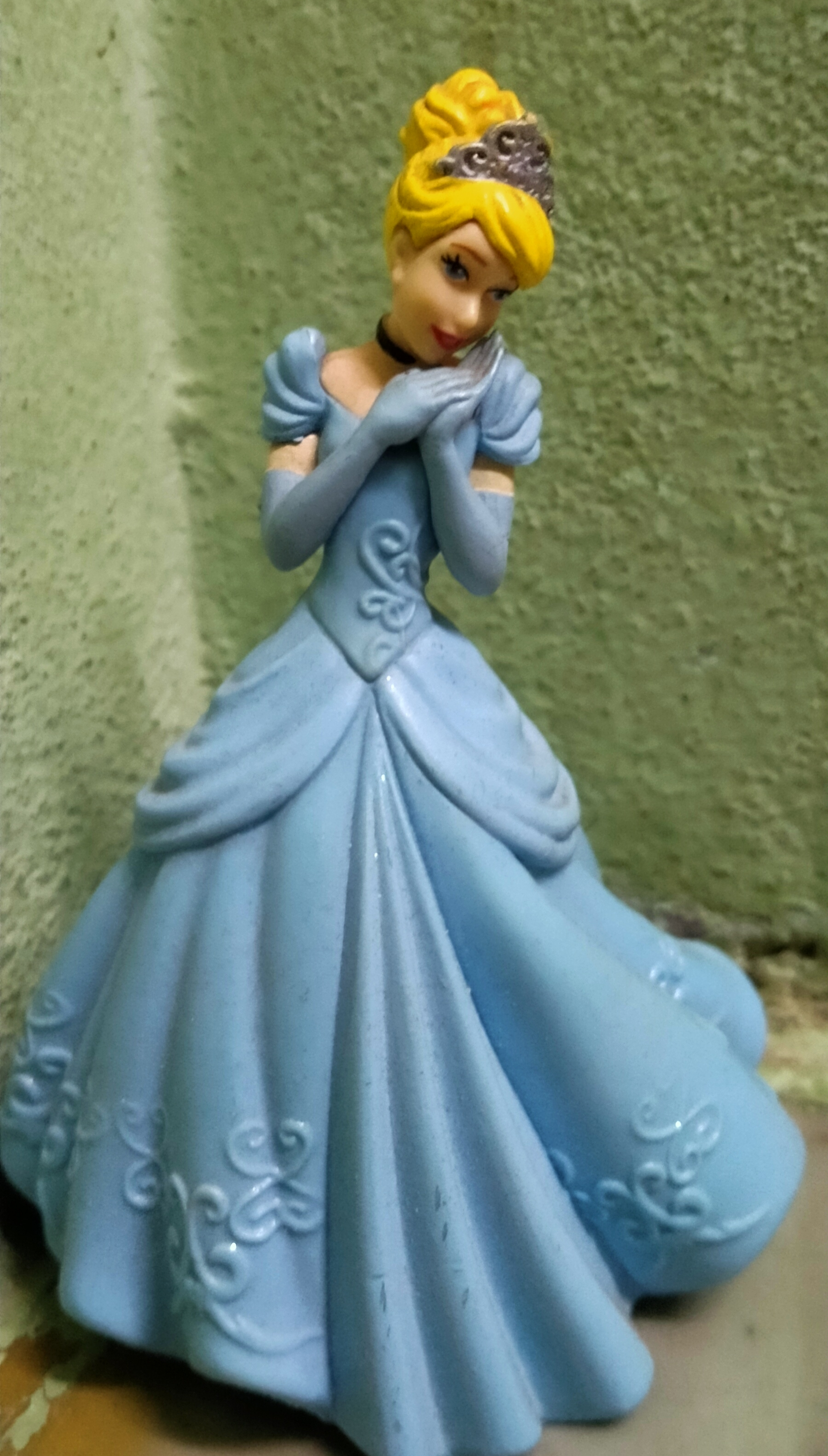
Попелюшка (фігурка)

Попелюшка також є другою офіційною принцесою Діснея, і однією з найстарших з них (разом з Жасмин їй 16 і Тіаною): їй 18-19 років.

## Створення персонажа
Анімацією героїні зайнялися аніматори Марк Девіс і Ерік Ларсон. Як і в попередніх фільмах студії Disney, за наполяганням Волта Діснея була найнята актриса Хелен Стенлі (яка пізніше була живою моделлю для принцеси Аврори у мультфільмі «Спляча красуня» і Аніти Редкліфф в мультфільмі «Сто один далматинець»), щоб вона перед тим, як художники почали малювати ескізи, виконала роль Попелюшки в потрібних сценах, і художники могли малювати анімаційні кадри, ґрунтуючись на рухах актриси. На думку Діснея, це допомагало уникнути непотрібних витрат на пробну анімацію.

### Озвучення
На роль Попелюшки прослуховувалося близько 400 претенденток, серед яких були актриси Діна Шор і Діна Дурбін.
Але з них усіх, Волт Дісней вибрав Ейлін Вудс, яка у той час працювала на радіо і нічого не знала про прослуховування на роль Попелюшки. Але одного разу, її колеги по роботі Девід Мак і Джеррі Лівінгстон запропонували їй заспівати пісні з мультфільму «Попелюшка», і вона погодилася. Потім, не кажучи їй ні слова, друзі Ейлін передали плівки в офіс Дісней. Прослухавши матеріал, Волт Дісней відразу вирішив, що знайшов голос, яким повинна говорити і співати його головна героїня, і через два дні він зв'язався з Ейлін, і запропонував їй роль, на що Ейлін з радістю погодилася.

## Фільми

### Попелюшка
Попелюшка працює служницею в своєму власному будинку, під командуванням мачухи, Леді Тремейн, та її доньок (зведених сестер Попелюшки). Одного разу в особняк приходить запрошення на королівський бал, влаштований з нагоди повернення принца, який на цьому балу повинен вибрати собі наречену. Леді Тремейн погоджується взяти Попелюшку на бал, якщо вона зробить всю роботу по дому і знайде собі підходящу сукню. Але мачуха дає пасербиці стільки роботи, що та навіть не встигає перешити стару сукню своєї мами. Але коли Попелюшка заходить у свою кімнату, то виявляє, що мишки перешили стару сукню в прекрасний наряд. Дівчина спускається до мачухи і зведених сестер, але побачивши її вбрання, Анастасія та Дрізелла розривають сукню на частини. Потім Тремейн і її дочки їдуть, залишивши Попелюшку в сльозах. Дівчина тікає в сад, де зустрічає добру фею-хрещену, яка перетворює гарбуз на карету, коня Попелюшки, Майора — в кучера, пса Попелюшки, Бруно — в лакея, мишей — у коней, а лахміття — чудову блакитну сукню. Але фея-хрещена попереджає: опівночі все назад перетвориться в те, що було. Попелюшка приїжджає на бал, де весь вечір танцює з принцом, і закохується в нього. Раптово починає бити північ, і «таємнича незнайомка» кидається бігти, залишивши на сходах кришталеву туфельку. На наступний ранок король видає указ, щоб кожна дівчина в королівстві приміряла туфельку в обов'язковому порядку, і кому вона прийде в пору — та й стане дружиною принца. Тим часом леді Тремейн дізнається, хто була ця таємнича незнайомка на балу, і замикає Попелюшку на горищі. Однак миші крадуть у мачухи ключ і звільняють дівчину. Коли герцог вже збирався йти, Попелюшка спускається вниз, і той збирається приміряти їй туфельку. Але мачуха підставляє лакея підніжку, і туфелька розбивається. Але тут Попелюшка дістає іншу, і коли герцог приміряє їй туфельку, вона доводиться дівчині впору. Щасливицю відвозять у палац, де Попелюшка і принц після одружуються.

### Попелюшка 2: Мрії збуваються
У цьому мультфільмі миші Жак, Гас і їх друзі намагаються зробити нову книгу про пригоди Попелюшки. І вони згадують кілька історій. У першій історії «Як стати принцесою», король і принц їдуть у справах, а Попелюшка намагається навчитися вести себе як принцеса, і намагається організувати розкішний свято, проте їй не подобаються королівські правила, і вона вирішує все змінити…
У другій історії «Жак — людина», мишеняті Жаку набридає бути мишею, і за допомогою феї-хресної він стає людиною, і він намагається допомогти Попелюшку з організацією, до весняного фестивалю. Однак у Жака все ще є деякі проблеми…
У третій історії «Незвичайний роман», Анастасія, зведена сестра Попелюшки, закохується в пекаря, проте Леді Тремейн забороняє їй зустрічатися з ним. Але Попелюшка вирішує допомогти Анастасії. Тим часом Люцифер, кіт леді Тремейн, закохується в Пом-Пом, але вона не відповідає йому взаємністю. Тоді миші погоджуються допомогти Люциферу, за умови що він їх не чіпатиме…
Закінчивши книгу, миші показують її Попелюшку.

### Попелюшка 3: Злі чари
У цьому мультфільмі Попелюшка і принц святкують річницю свого весілля. Під час урочистості Хрещена Фея втрачає свою паличку, і її знаходить Анастасія, зведена сестра Попелюшки, яка таємно спостерігала за святом. Вона приносить її своїй матері, леді Тремейн. З допомогою палички зла мачуха перетворює Фею в статую і, повернувши час назад, робить так, що кришталева туфелька, обороненная Попелюшкою на сходах королівського палацу, доводиться впору Анастасії, а не Попелюшку. Разом з Дризеллой і Анастасією леді Тремейн їде в замок. Там мачуха гіпнотизує принца, і тепер він думає, що танцював не з Попелюшкою, а з Анастасією. Тим часом Попелюшка пробирається в палац: спочатку під виглядом ловець мишей, а пізніше під виглядом покоївки. Вона забирає у мачухи паличку, але її ловлять гвардійці, і мачуха наказує відправити її на кораблі як можна далі від королівства. Однак Жак і Гас (мишенята і друзі Попелюшки), повертають принцу пам'ять, і він вирушає за Попелюшкою. Він встигає забрати її, і, повернувшись в замок, вони розповідають про все королю. Він наказує схопити мачуху і її дочок, але ті зникають. Незабаром починаються підготовки до весілля Попелюшки і принца, але леді Тремейн вирішує видати заміж Анастасію, перетворивши її у точну копію Попелюшки, і наказує Люциферу (перетворився на людину) позбутися цієї Попелюшки. Але остання рятується і повертається в замок. Анастасія встає на сторону Попелюшки, і разом вони перемагають леді Тремейн і Дризеллу. Вони повертають фею в людський стан і всі справляють весілля Попелюшки і принца.

## Інші появи

### Софія Прекрасна
Попелюшка є дійовою особою мультфільму Джемі Мітчелла «Софія Прекрасна: Історія принцеси».

### Діснеївські принцеси
Попелюшка є частиною лінії діснеївських принцес — франшизи про принцес з мультфільмів студії Walt Disney, яка включає в себе різні товари, іграшки, музичні альбоми, комп'ютерні ігри, канцелярські товари, одяг та багато іншого.

### Kingdom Hearts
Попелюшка (яп. シンーレーシンーレー — Sindārera) стала однією з героїнь гри «Kingdom Hearts», як одна з Принцес Сердець. Її, як і інших диснеївських принцес, захопила лиходійка Малефисента. Головний герой Сора рятує Попелюшку разом з іншими принцесами і повертає дівчат в їх світи. Пізніше, Попелюшка з'являється в грі Kingdom Hearts Birth by Sleep, в її світі під назвою «Castle of Dreams».

### Одного разу в казці
У серіалі «Якось у казці», Попелюшка з'являється як другорядний персонаж, у першому сезоні серіалу. Її роль зіграла актриса Джесікою Шрем.

### Центри розваг «Дісней»
Замок Попелюшки — є атракціоном в парку «Чарівному королівстві», що входить до складу центру розваг «Дісней Ворлд» і офіційним символом як парку, так і всього центру. Також аналогічний замок є в Діснейленді в Токіо.
Крім того, роль Попелюшки перед відвідувачами парків виконують актриси в костюмах героїні.

У 2012 році Попелюшка разом з іншими принцесами Діснея стала героїнею атракціону «Princess Fairytale Hall» у парку «Чарівному королівстві», що заміняє собою атракціон «Snow white's Scary Adventures».

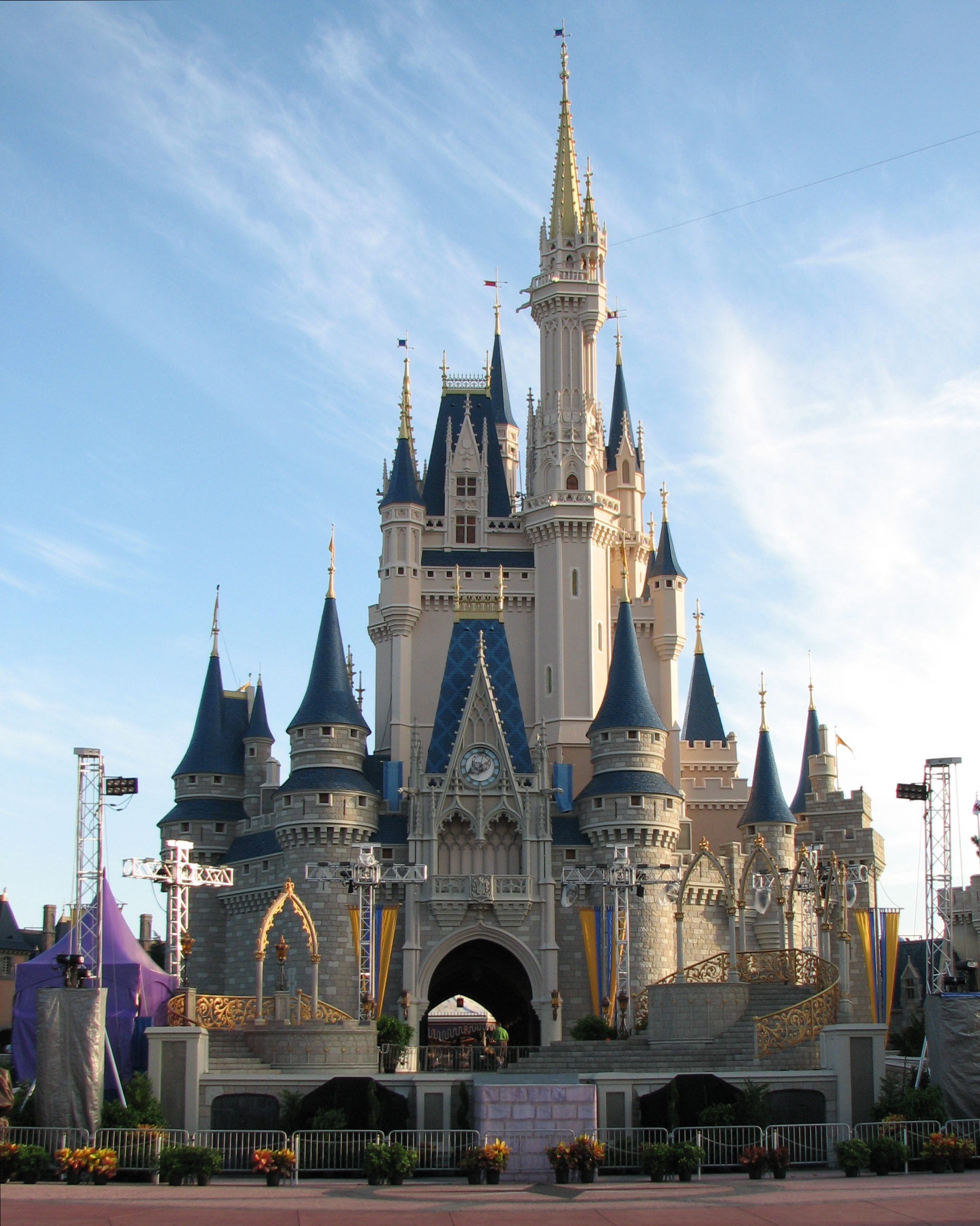
Замок Попелюшки в «Чарівному королівстві»
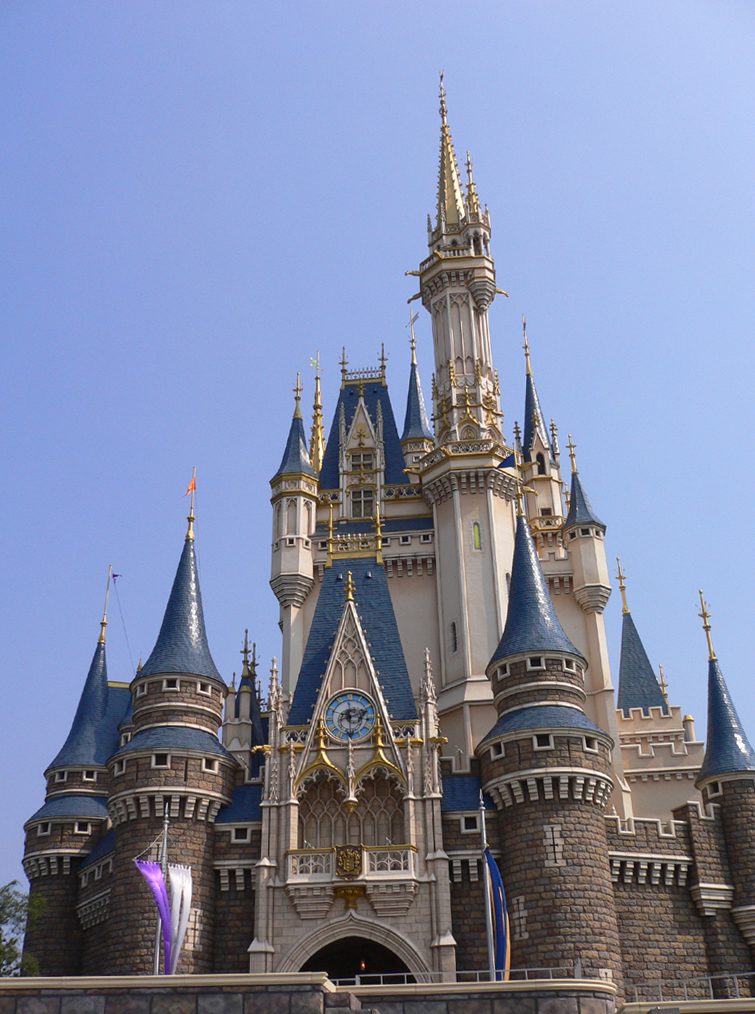
Замок героїні в токійському Діснейленді
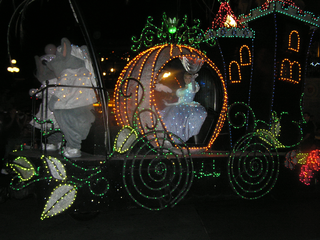
Попелюшка в атракціоні «SpectroMagic parade»